# Sergentomyia kebarica
Sergentomyia kebarica är en tvåvingeart som först beskrevs av Quate 1967.  Sergentomyia kebarica ingår i släktet Sergentomyia och familjen fjärilsmyggor. Inga underarter finns listade i Catalogue of Life.